# Маттіас Лайтнер
Маттіас (Гіас) Лайтнер  (нім. Matthias Leitner; нар. 22 вересня 1935) — австрійський гірськолижник, олімпійський медаліст.

## Виступи на Олімпіадах
| Олімпіада       | Дисципліна | Місце |
| --------------- | ---------- | ----- |
| Скво-Веллі 1960 | слалом     | 2     |
| Інсбрук 1964    | слалом     | 21    |